# ワシントン・ハスキーズ

ワシントン・カラーのビッグ・テンのロゴ

ワシントン・ハスキーズ（英: Washington Huskies）は、アメリカ合衆国のワシントン大学のスポーツ競技チーム。NCAAディビジョンI所属。

## 競技チーム
| 男子スポーツ                            | 女子スポーツ       |
| --------------------------------------- | ------------------ |
| 野球                                    | ソフトボール       |
| バスケットボール                        | バスケットボール   |
| クロスカントリー                        | クロスカントリー   |
| ゴルフ                                  | ゴルフ             |
| ローイング                              | ローイング         |
| サッカー                                | サッカー           |
| テニス                                  | テニス             |
| 陸上†                                   | 陸上†              |
| フットボール                            | 体操               |
|                                         | バレーボール       |
|                                         | ビーチバレーボール |
| †屋外競技チームと室内競技チームがある。 |                    |